# Ларго (Меріленд)
Ларго (англ. Largo) — переписна місцевість (CDP) в США, в окрузі Графство принца Георга штату Меріленд. Населення — 11 605 осіб (2020).

## Географія
Ларго розташоване за координатами 38°52′49″ пн. ш. 76°49′45″ зх. д. / 38.88028° пн. ш. 76.82917° зх. д. (38.880350, -76.829266).  За даними Бюро перепису населення США в 2010 році переписна місцевість мала площу 7,93 км², з яких 7,93 км² — суходіл та 0,00 км² — водойми.

## Демографія
Згідно з переписом 2010 року, у переписній місцевості мешкало 10 709 осіб у 4383 домогосподарствах у складі 2651 родини. Густота населення становила 1350 осіб/км².  Було 4622 помешкання (583/км²).
Расовий склад населення:
| - 91,6 % — чорних або афроамериканців - 3,5 % — білих - 1,8 % — азіатів - 0,3 % — корінних американців |

До двох чи більше рас належало 2,1 %. Частка іспаномовних становила 2,6 % від усіх жителів.
За віковим діапазоном населення розподілялося таким чином: 22,7 % — особи молодші 18 років, 69,2 % — особи у віці 18—64 років, 8,1 % — особи у віці 65 років та старші. Медіана віку мешканця становила 36,6 року. На 100 осіб жіночої статі у переписній місцевості припадало 80,7 чоловіків;  на 100 жінок у віці від 18 років та старших — 74,1 чоловіків також старших 18 років.
Середній дохід на одне домашнє господарство  становив 88 761 долар США (медіана — 82 415), а середній дохід на одну сім'ю — 103 847 доларів (медіана — 97 201). Медіана доходів становила 57 062 долари для чоловіків та 56 833 долари для жінок. За межею бідності перебувало 8,9 % осіб, у тому числі 13,8 % дітей у віці до 18 років та 5,5 % осіб у віці 65 років та старших.
Цивільне працевлаштоване населення становило 6209 осіб. Основні галузі зайнятості: освіта, охорона здоров'я та соціальна допомога — 23,0 %, науковці, спеціалісти, менеджери — 19,8 %, публічна адміністрація — 18,5 %.